# Катастрофа Ли-2 под Балхашем
В среду 21 декабря 1955 года в пустыне Сарыесик-Атырау в окрестностях Балхаша потерпел катастрофу Ли-2 компании Аэрофлот, в результате чего погибли 6 человек.

## Самолёт
Ли-2 с бортовым номером Л4981 (заводской — 23443307) 152-го учебно-тренировочного отряда Казахского территориального управления гражданского воздушного флота был выпущен 22 октября 1952 года и на момент катастрофы имел 4023 часа налёта.

## Катастрофа
Самолёт выполнял грузовой рейс 90 из Алма-Аты в Москву с первой промежуточной посадкой в Балхаше. Пилотировал его экипаж, состоящий из командира (КВС) И. М. Корнейчука, второго пилота М. П. Подъячева, бортмеханика М. Я. Стрельникова, бортмеханика-стажёра Б. А. Бычкова и бортрадиста А. Г. Харламова. Всего на борт было погружено  763 килограмма почты и 683 килограмма груза (тальк в ящиках), при этом взлётный вес составлял 10 722 килограмма и был превышен по сравнению с допустимым на 22 килограмма. Также на борту находился один неоформленный пассажир — бортрадист Таджикской авиагруппы И. И. Климентьев. В 02:15 МСК Ли-2 вылетел из Алма-Атинского аэропорта и после набора высоты занял эшелон 1500 метров.
Согласно переданному экипажу прогнозу, по маршруту ожидалась верхняя и средняя облачность 3—7 баллов, без осадков, дымка, видимость 2—4 километра, а по мере приближения к Балхашу облачность постепенно доходила до 10-балльной (сплошная) высотой 300—600 метров, видимость 4—10 километров. Фактически же на маршруте была 10-балльная облачность высотой 100 метров, видимость 4—10 километров, а в облаках обледенение. Аналогично и с погодой над Балхашем, где ожидалась сплошная облачность высотой 200—30 метров, но вылетевший в 06:41 (03:41 МСК) из Балхашского аэропорта экипаж Ил-12 борт Л1793 передал, что фактическая высота облачности 80 метров.
На участке до Баканаса экипаж Ли-2 выполнял визуальный полёт, но после Баканаса летел уже в облаках. В 03:41 экипаж доложил об отказе гироприборов, на что диспетчеры в Алма-Ате и Балхаше несколько раз передали указание возвращаться в Алма-Ату, однако экипаж больше на связь не выходил.
Самолёт летел под контролем автопилота, когда неожиданно резко задрал нос, что привело к падению скорости. Так как полёт проходил ночью в облаках, то экипаж потерял пространственную ориентацию. В 06:45 (03:45 МСК) Ли-2 с работающими двигателями на большой скорости и с правым креном опустился под углом 65° к горизонту, ударился правой плоскостью крыла о гребень бархана, а затем врезался в другой бархан и разрушился. Все 6 человек на борту погибли, а обломки были разбросаны по площади 180—185 на 55 метров. Само место падения было обнаружено через два дня.

## Причины
Вывод: отказ всех или части гироприборов. Наиболее вероятно, что первопричиной является отказ регулятора вакуума из-за большой эксцентрической выработки седла, полного износа и облома нижней лапки направляющей втулки клапана. Регулятор вакуума имеет конструктивный недостаток, приводящий к срезу нижней лапки направляющей втулки клапана. Перетирание нижней лапки могло привести к выпадению клапана и последующему выходу из строя гироскопической части автопилота.
По результатам облёта на самолетах Л4885 и Л4940 установлено, что частичное приоткрывание клапана регулятора вакуума при включении автопилота вызывает кабрирование самолёта, причём более резкое, чем при полном срабатывании клапана. Неожиданное резкое кабрирование, особенно в сложных условиях полёта, при включённом автопилоте, может привести к потере скорости и пространственного положения. При отказе авиагоризонта автопилота пилотирование самолёта без видимости естественного горизонта значительно усложняется, и для определения отказавшего авиагоризонта от летчика требуется повышенное внимание.

В ЛЭРМ аэропорта Алма-Ата не организован надлежащий контроль за качеством технического обслуживания спецоборудования самолётов, а также отсутствует должная дисциплина и теоретическая подготовка технического состава. Износ нижней лапки направляющей втулки клапана зафиксирован и на ряде других самолётов 152 ато, а на самолёте Л4388 она вообще отсутствовала. 9 декабря самолёт Л4981 проходил 200-часовые регламентные работы. Обнаруженная неисправность свидетельствует, что регулятор вакуума не был должным образом осмотрен, хотя, по показаниям техника и мастера, он снимался, разбирался и осматривался после промывки.— 